# Постма, Идс
Идс Хильке Постма (нидерл. Ids Hylke Postma, род. 28 декабря 1973, Дирсум, Нидерланды) — нидерландский конькобежец, олимпийский чемпион 1998 года на 1000 м и вице-чемпион на 1500 м, двукратный чемпион мира и чемпион Европы в классическом многоборье, трёхкратный чемпион мира на отдельных дистанциях, двукратный чемпион Нидерландов. Экс-рекордсмен мира.
Постма на Олимпиаде в Нагано, выиграв 1000 м, стал первым голландцем, победившим на дистанции 500 или 1000 м в олимпийской истории. До этого с 1924 года голландцам на 2 самых коротких дистанциях побеждать не удавалось. 500 м голландцы впервые выиграли в 2014 году в Сочи.
Супруга — знаменитая немецкая конькобежка Анни Фризингер.